# 德木·阿旺绛白德勒嘉措
德木·阿旺绛白德勒嘉措（藏語：་འཇམ་དཔལ་དགེ་ལེག་ས་རྒྱ་མཚོ，威利转写：'jam dpal dge legs rgya mtsho，1724年—1777年）藏族，工布博楚寺之中麦地方（工布布曲拉康村附近）人，第六世德木活佛，第一位西藏摄政。

## 生平
他生于工布博楚寺之中麦地方（工布布曲拉康村附近）。幼年，他在第穆寺居住。后来赴拉萨，由七世达赖剃度出家，并成为其弟子。七世达赖圆寂后，经乾隆帝派遣料理七世达赖丧葬等事宜的章嘉·若必多吉的推荐下，西藏僧俗一致同意推举阿旺绛白德勒嘉措代行达赖职权，并请驻藏大臣转奏乾隆帝恩准。乾隆帝批准后，阿旺绛白德勒嘉措于1757年4月就任摄政，任至1777年圆寂，共在任21年。此后，历世达赖圆寂后至转世灵童未成年亲政前，由清廷批准的大活佛代行达赖职权的摄政制度，由此开始。
1758年，乾隆帝赐阿旺绛白德勒嘉措金册封诰及银印一颗，印文为“办理藏事宏扬佛教吉祥诺门罕之印”，并赐阿旺绛白德勒嘉措之后的历任摄政活佛均可承袭该银印。摄政后的第5年，阿旺绛白德勒嘉措修建丹吉林，成了拉萨第一林。
1777年，德木·阿旺绛白德勒嘉措圆寂。